# Guy Coquille
Guy Coquille (ur. 1523 w Decize, zm. 1603 w Nevers) – francuski prawnik i publicysta, autor prac z zakresu historii prawa.

## Biografia
Wywodził się z rodziny, w której zajmowano się prawem. Sztuki wyzwolone ukończył w Collège de Navarre w Paryżu. W dalszej kolejności podjął studia z zakresu prawa w Padwie i Orleanie. Od 1550 był adwokatem w Paryżu, niebawem powrócił do Nevres. Tutaj w 1568 wybrano go ławnikiem, zaś w 1571 uzyskał nominację na prokuratora generalnego księstwa Nivernais. Zasiadał jako przedstawiciel stanu trzeciego w Stanach Generalnych w Orleanie (1560) oraz w Blois (1576, 1588). Dorobek pisarski opublikowano po jego śmierci.

## Poglądy
W swoich analizach dał się poznać jako zwolennik feudalizmu i przeciwnik absolutyzmu, a także centralizmu państwa. Opowiadał się za współpracą władcy i ludu (który był reprezentowany przez Stany Generalne). Podkreślał rolę prawa zwyczajowego.

## Prace
- Poemata, Nevers 1590
- Coutume du pays et duché de Nivernais (ok. 1590)
- Traité des libertés de l`Eglise (1594)
- Institution au droit des Français (1595)
- Histoire du Nivernais (1595)[1]